# پیر باستو
پیر باستو (انگلیسی: Pierre Bastou؛ زادهٔ ۱ اوت ۱۹۷۳) بازیکن فوتبال اهل فرانسه است.
از باشگاه‌هایی که در آن بازی کرده‌است می‌توان به باشگاه فوتبال سن-اتین اشاره کرد.